# Tumacacori-Carmen, Arizona
Tumacacori-Carmen je naseljeno područje za statističke svrhe u američkoj saveznoj državi Arizona. Prema popisu stanovništva iz 2010. u njemu je živjelo 393 stanovnika.